# Де Педро, Франсиско Хавьер
Франсиско Хавьер де Педро Фальке (исп. Francisco Javier de Pedro Falque; 4 августа 1973, Логроньо, Испания), более известный как Хави де Педро — испанский футболист, полузащитник, экс-игрок сборной Испании.

## Карьера

### Клубная
Воспитанник клуба «Реал Сосьедад», де Педро провёл за родную команду 11 сезонов, в том числе и 2002/03, в котором клуб занял второе место. Летом 2004 года перешёл в «Блэкберн Роверс». 31 января 2005 был разорван его контракт с английским клубом и игрок на правах свободного агента перешёл в «Перуджу». Летом 2005 перешёл в «Гётеборг», однако через несколько дней покинул клуб по личным причинам. В 2006 году сыграл несколько товарищеских матчей за греческий «Эрготелис», но официальных матчей не сыграл. В 2007 году выступал за «Бургос». После этого де Педро вместе с экс-одноклубником Агустином Арансабалем выступал за любительский клуб «Вера Пуэрто де ла Крус», после чего объявил о завершении карьеры и желании получить тренерскую лицензию.

### В сборной
В сборной Испании де Педро дебютировал 23 сентября 1998 в товарищеском матче против сборной России. Всего с 1998 по 2003 год сыграл 12 матчей, забил 2 мяча. Участник чемпионата мира по футболу 2002 (сыграл 4 матча).